# Blanche Ames Ames
Blanche Ames Ames, född Ames 18 februari 1878 i Lowell, Massachusetts, död 2 mars 1969 i North Easton, Massachusetts, var en amerikansk illustratör, uppfinnare och aktivist. Hon var gift med Oakes Ames.
Ames var en framstående botanisk illustratör och uppfann bland annat en utsläppsfri toalett. Hon deltog i rösträttsrörelsen genom att skapa tecknade serier, vilka förespråkade kvinnlig rösträtt, vilka blev mycket populära. Hennes engagemang för kvinnors självbestämmande ledde till aktivism främst angående hälsa och födelsekontroll. År 1916 deltog hon grundandet av Birth Control League of Massachusetts och verkade ivrigt för att göra födelsekontroll till en samhällsfråga. Då alla försök att förändra preventivmedelslagarna misslyckades, förklarade hon att kvinnor måste ta saken i egna händer och själva sprida den information som de inte fick av läkarna. Hon publicerade formler för spermiedödande geléer och beskrev metoder för att göra pessar av bit- eller syltburksringar. År 1941 blev hon ledamot av styrelsen för New England Hospital for Women and Children, vilket grundats 1862 i syfte att utbilda kvinnor till läkare och sjuksköterskor och för att erbjuda hälsovård av och för kvinnor. Då sjukhuset, på grund av ekonomiska svårigheter, 1950 övervägde att rekrytera manlig personal, motsatte sig Ames detta och startade en insamling, som gjorde det möjligt för sjukhuset att fortsätta att verka på samma sätt som tidigare.